# Soundconvoy
Soundconvoy ist eine Showband aus Neuss. Mit den Partysongs Hey Baby (Uh, Ah) und Blau von den Bergen kommen wir hatten sie Anfang des Jahrtausends zwei Charthits in Deutschland. Weitere bekannte Lieder der Band sind Aber Dich gibt’s nur einmal für mich, 2, 3, 4, 5, 6, 7, 8 und Hey, wir woll’n die Eisbären seh’n (Coverversion, Original von den Puhdys).